# 进攻报
《进攻报》是纳粹党柏林大区的官方报纸。创刊于1927年，最后一期发行于1945年4月24日。1926年，出任柏林大区大區領導的約瑟夫·戈培爾下令创办了《进攻报》，党组织为出版工作提供了绝大部分资金。